# Olivola
Olivola är en ort och kommun i provinsen Alessandria i regionen Piemonte i Italien. Kommunen hade 113 invånare (2018).